# Gante-Wevelgem 1980
La Gante-Wevelgem 1980 fue la 42ª edición de la carrera ciclista Gante-Wevelgem y se disputó el 2 de abril de 1980 sobre una distancia de 264 km.  
El holandés Henk Lubberding (TI-Raleigh-Creda) se impuso en la prueba en solitario. El belga Fons De Wolf y el también holandés Piet van Katwijk fueron segundo y tercero respectivamente.

## Clasificación final
| Posición | Ciclista         | Equipo                  | Tiempo   |
| -------- | ---------------- | ----------------------- | -------- |
| 1        | Henk Lubberding  | TI-Raleigh-Creda        | 6h16'00" |
| 2        | Fons De Wolf     | Boule d'Or-Studio Casa  | a 37"    |
| 3        | Piet van Katwijk | TI-Raleigh-Creda        | m.t.     |
| 4        | Jos Schipper     | Marc-Carlos-V.R.D.      | m.t.     |
| 5        | Jan Bogaert      | Vermeer-Thijs-Mini Flat | m.t.     |
| 6        | Jan Raas         | TI-Raleigh-Creda        | a 1'10"  |
| 7        | Willy Teirlinck  | Safir-Ludo              | m.t.     |
| 8        | Hennie Kuiper    | Peugeot-Esso-Michelin   | m.t.     |
| 9        | Jo Maas          | DAF Trucks-Lejeune      | m.t.     |
| 10       | Oscar Dierickx   | Safir-Ludo              | m.t.     |